# آی‌ان‌اس آکشی (پی۳۵)
آی‌ان‌اس آکشی (پی۳۵) (به انگلیسی: INS Akshay (P35)) یک کشتی است که طول آن ۵۶٫۰ متر (۱۸۳٫۷ فوت) می‌باشد.